# Orgilus invictus
Orgilus invictus är en stekelart som beskrevs av Muesebeck 1970. Orgilus invictus ingår i släktet Orgilus och familjen bracksteklar. Inga underarter finns listade i Catalogue of Life.